# سابرينا دانغلو
سابرينا دانغلو هي لاعبة كرة قدم كندية، ولدت في 11 مايو 1993 في ويلاند في كندا. شاركت مع منتخب كندا تحت 17 سنة للسيدات لكرة القدم ‏ ومنتخب كندا تحت 20 سنة للسيدات لكرة القدم ومنتخب كندا لكرة القدم للسيدات. أما مع النوادي، فقد لعبت مع وسترن نيويورك فلاش.

## وصلات خارجية
- سابرينا دانغلو على موقع الاتحاد الدولي (مؤرشف)  (الإنجليزية)
- سابرينا دانغلو على موقع قاعدة بيانات كرة القدم.إي يو (الإنجليزية)
- سابرينا دانغلو على موقع Soccerway.com (الإنجليزية)
- سابرينا دانغلو على موقع أوليمبيديا (الإنجليزية)
- سابرينا دانغلو على موقع اللجنة الأولمبية الكندية (الإنجليزية)